# عجول
عجول هي قرية فلسطينية في محافظة رام الله والبيرة في شمال الضفة الغربية ، وتقع شمال مدينة رام الله. يوجد إلى الشرق من القرية موقعان أثريان أو خربتان . إحدى الخرب مخصصة لأحد سكان عجول السابقين. يتم إدارة قرية عجول بواسطة مجلس قرية مكون من ثلاثة أعضاء. تقع عجول على بعد 13كيلو متر شمال رام الله . ويحدها من الجنوب والشرق عطارة، ومن الشرق عبوين، ومن الشمال بني زيد الشرقية، ومن الغرب دير السودان وأم صفا. تقع عجول على ارتفاع 484 مترًا فوق مستوى سطح البحر. 

## تاريخها
عجول هي قرية تقع على موقع قديم. كما تم العثور على قطع فخارية من العصر الحديدي والفارسي والهلنستي والروماني، البيزنطي والصليبي، الأيوبي والمملوكي والعثماني المبكر.  تم العثور على مقابر منحوتة في الصخر، وتم إعادة استخدام أجزاء معمارية قديمة في أحد المساجد.

### الفترة الصليبية/الأيوبية
في القرنين الثاني عشر والثالث عشر، خلال الفترة الصليبية، كانت عجول مأهولة بالمسلمين، وفقًا للعالم المسلم ضياء الدين (ت. 1245). يوجد في أحد مساجد القرية نقش على جداره الجنوبي يعود تاريخه إلى عام 1196. النقش مكتوب بالخط النسخي الأيوبي.

### الفترة العثمانية
تم دمج القرية في الدولة العثمانية في عام 1517 مع كل فلسطين، وفي عام 1596 ظهرت في سجلات الضرائب على أنها تقع في ناحية القدس التابعة للواء القدس. كان عدد سكانها 79 أسرة، جميعهم مسلمون. يدفعون معدل ضريبة ثابت قدره 33.3٪ على المنتجات الزراعية، والتي شملت القمح والشعير والمحاصيل الصيفية وكروم العنب وأشجار الفاكهة والزيتون والماعز وخلايا النحل؛ بإجمالي 8745 آقجة. نصف الإيرادات ذهبت إلى الوقف. في القرن السابع عشر، استقبلت القرية تدفقًا من اللاجئين من مدينة اللد، الذين اضطروا إلى التخلي عن منازلهم بسبب الظروف غير المستقرة. في عام 1838، تم تسجيل عجول كقرية مسلمة في منطقة بني زيد الإدارية. في عام 1870 مر فيكتور جورين بالقرية التي أطلق عليها اسم أدجول ، وقدر عدد سكانها بحوالي 300 نسمة. ووجد حول عجول أشجار تين وخروب كبيرة، بالإضافة إلى أشجار الرمان والتوت والمشمش. أظهرت قائمة رسمية للقرى العثمانية من نفس العام تقريبًا أن قرية عجول بها 79 منزلًا ويبلغ عدد سكانها 250 نسمة، على الرغم من أن تعداد السكان شمل الرجال فقط. في عام ١٨٨٢، وصف مسحٌ أجرته مؤسسة أبحاث فلسطين (PEF ) لغرب فلسطين عجول بأنها "قرية متوسطة الحجم، بها بئر. تقع على أرض مرتفعة، تحيط بها أشجار الزيتون، ومقابر قديمة. ويؤدي إليها طريق قديم من الجنوب. وفي عام ١٨٩٦، قُدِّر عدد سكان عجول بنحو ٤٦٨ نسمة.

### الانتداب البريطاني
في تعداد فلسطين الذي أجرته سلطات الانتداب البريطاني عام 1922، بلغ عدد سكان عجول 202 نسمة، جميعهم مسلمون. بحلول وقت تعداد عام 1931، كان في عجول 79 منزلًا مأهولًا وبلغ عدد سكانها 292 نسمة، وفي إحصاءات عام 1945، بلغ عدد السكان 350 مسلمًا،  وبلغ إجمالي مساحة الأرض 6639 دونمًا، وفقًا لمسح رسمي للأراضي والسكان. من هذه المساحة، تم تخصيص 3,507 دونمًا للمزارع والأراضي القابلة للري، و863 دونمًا للحبوب، بينما تم تصنيف 14 دونمًا كمناطق مبنية.

### الفترة الأردنية
في أعقاب الاحتلال الإسرائيلي عام 1948، وبعد اتفاقيات الهدنة عام 1949، أصبحت عجول تحت الحكم الأردني. وجد تعداد السكان الأردني لعام 1961 أن عدد سكان هذه المنطقة يبلغ 600 نسمة.

### بعد عام 1967
منذ حرب الأيام الستة عام 1967، أصبحت عجول تحت الاحتلال الإسرائيلي. بعد اتفاقيات عام 1995، تم تعريف 48.3٪ من أراضي عجول بأنها أراضي المنطقة أ، و 27.2٪ هي المنطقة ب، في حين تم تعريف النسبة المتبقية 24.5٪ بأنها المنطقة ج. وقد صادرت إسرائيل 363 دونمًا من أراضي القرية من أجل بناء مستوطنة الإسرائيلية.

## التركيبة السكانية
بحسب الجهاز المركزي للإحصاء الفلسطيني، بلغ عدد سكان عجول 1402 نسمة في عام 2017.  كان 4.2% من سكان عجول -الذين بلغ عددهم 1026 نسمة- من اللاجئين الفلسطينيين. كانت أكبر فئة عمرية في القرية تتكون من الأطفال الرضع إلى سن 14 عامًا، حيث شكلوا 44.2٪ من السكان. حوالي 25.3% من السكان تتراوح أعمارهم بين 15 و29 عامًا، و24.2% بين 30 و64 عامًا، ويمثل السكان الذين تبلغ أعمارهم 65 عامًا أو أكثر 6.3% من السكان. كان عدد الذكور أكبر قليلاً (51.7%) من عدد الإناث (49.3%) في التركيبة الجنسية في عجول. وفي تعداد الجهاز المركزي للإحصاء الفلسطيني عام 2007، أظهرت أرقام سكان عجول عدداً أصغر من السكان بلغ 1237 نسمة، منهم 601 من الذكور و636 من الإناث.

## البنية التحتية
تحتوي منطقة عجول على عيادة تعمل بشكل أساسي في فحص الدم. ويتلقى معظم السكان المساعدة الطبية من الهلال الأحمر الفلسطيني المتمركز في قرية سنجل المجاورة. أقرب مستشفى موجود في رام الله. يوجد في عجول مسجدان: مسجد حديث وآخر قديم تم تجديده. توجد في القرية مدرسة ثانوية مختلطة بين الجنسين، ويبلغ عدد الطلاب المسجلين فيها 400 طالب. طلاب يدرسون في صفوف العلوم والأدب في مدرسة الأمير الحسن في بيرزيت. يوجد في عجول حوالي 50 طالبًا جامعيًا وجامعيًا. لا توجد خدمة بريدية في القرية.

## مراجع

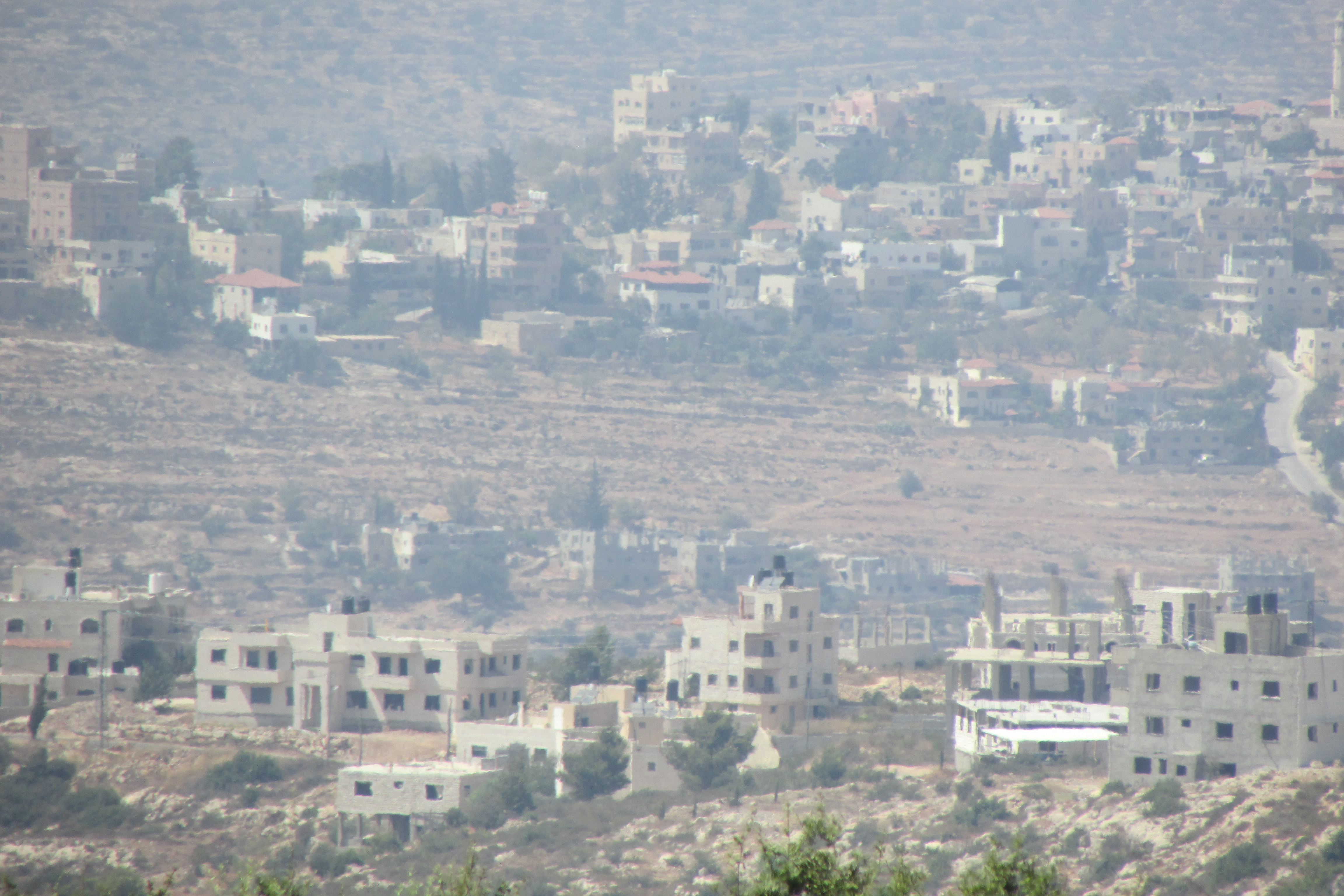
قرية عجول الفلسطينية